# Col de Cerise
Pour les articles homonymes, voir Cerise (homonymie).
Ne doit pas être confondu avec Col de Cenise.
Le col de Cerise (en italien Colle Ciriegia), à 2 542 ou 2 543 m d'altitude, est un col pédestre du massif du Mercantour-Argentera séparant l'Italie de la France.

## Histoire
Ce col s'est avéré être un passage stratégique : il aurait servi en 1795 au passage de troupes sardes (l'expédition Bonnaud) pour reprendre Saint-Martin-Vésubie des mains des troupes françaises. Un petit blockhaus est présent sur le versant français du col ainsi qu'une petite citadelle sur le versant italien. Toutes les fortifications sont italiennes, le col ne devient frontière qu'en 1947 avec le traité de Paris.
Le col a servi de route d'exil en septembre 1943 pour la communauté juive niçoise fuyant l'arrivée des troupes allemandes, qui remplacèrent les troupes d'occupation italiennes. Une plaque au col commémore cet exil.